# Tomistoma
Tomistoma – rodzaj krokodyli z rodziny gawialowatych (Gavialidae). Należy do niego współczesny krokodyl gawialowy (T. schlegelii), do Tomistoma przypisywano również wiele gatunków wymarłych, takich jak T. lusitanicum, T. petrolicum, T. calaritanum, T. taiwanicum, T. lyceense, T. champsoides, T. gaudense, T. dowsoni, nienazwany dotąd formalnie „T. pengheunsis” oraz wiele gatunków z eocenu północnej Afryki. Przynależność większości z nich do rodzaju Tomistoma jest jednak wątpliwa – gatunek T. machikanense został przeniesiony do odrębnego rodzaju Toyotamaphimeia, a wiele pozostałych może w rzeczywistości należeć do innych rodzajów, takich jak Gavialosuchus, lub być synonimami innych gatunków. Rodzaj Tomistoma jest znany w zapisie kopalnym od miocenu, choć niektóre gatunki o wątpliwej przynależności do tego rodzaju żyły już w eocenie. Przypisywano do niego gatunki występujące niemal na całym świecie; jedyny współczesny przedstawiciel, T. schlegelii, żyje w Azji Południowo-Wschodniej.
Rodzaj został nazwany w 1846 roku przez Salomona Müllera.